# Municipio de Washington (condado de Hancock)
El municipio de Washington (en inglés: Washington Township) es un municipio ubicado en el condado de Hancock en el estado estadounidense de Ohio. En el año 2010 tenía una población de 4440 habitantes y una densidad poblacional de 47,89 personas por km².

## Geografía
El municipio de Washington se encuentra ubicado en las coordenadas 41°7′28″N 83°27′44″O / 41.12444, -83.46222. Según la Oficina del Censo de los Estados Unidos, el municipio tiene una superficie total de 92.71 km², de la cual 91,65 km² corresponden a tierra firme y (1,14 %) 1,06 km² es agua.

## Demografía
Según el censo de 2010, había 4440 personas residiendo en el municipio de Washington. La densidad de población era de 47,89 hab./km². De los 4440 habitantes, el municipio de Washington estaba compuesto por el 92,73 % blancos, el 2,5 % eran afroamericanos, el 0,07 % eran amerindios, el 0,41 % eran asiáticos, el 1,87 % eran de otras razas y el 2,43 % eran de una mezcla de razas. Del total de la población el 5,92 % eran hispanos o latinos de cualquier raza.